# Gestreepte draakvis
De gestreepte draakvis (Hydrolagus matallanasi) is een in 2004 beschreven soort draakvis. Het is een kraakbeenvis die behoort tot de onderklasse van de Holocephali, een zustergroep van de Elasmobranchii (haaien en roggen). De Holocephali zijn een groep van tientallen soorten, meestal diepzeevissen, waarover weinig bekend is. Deze soort is waarschijnlijk endemisch voor de Braziliaanse kustwateren. Hij werd gevangen op het continentaal plat van de Atlantische Oceaan op een diepte tussen de 400 en 750 m.

## Beschrijving
Deze draakvis wordt tussen de dertig en veertig centimeter lang. De vis heeft een stompe snuit, vleugelachtige borstvinnen en een puntige rugvin. Hij kan de aanwezigheid van prooidieren opmerken door het elektro-magnetische veld dat de vissen om zich heen hebben. Draakvissen eten kreeftachtigen en stekelhuidigen (zeesterren).

## Status
De visserij in het gebied, gericht op vissoorten die op diepten tussen de 200 en 900 m voorkomen, neemt toe. Er wordt gebruikgemaakt van kieuwnetten, sleepnetten en langelijnvisserij. Er worden inmiddels maatregelen genomen om deze visserij aan regels te binden en er zijn gebieden waar niet gevist mag worden. Deze draakvis staat daarom als onzeker (data deficient) op de internationale Rode Lijst van de IUCN.

## Voetnoten
1. ↑  (en) Gestreepte draakvis op de IUCN Red List of Threatened Species.
2. ↑  checklist Chimaeriformes
3. ↑  Kyne, P.M. 2007. Hydrolagus matallanasi. In: IUCN 2010. IUCN Red List of Threatened Species. Version 2010.1. <www.iucnredlist.org>. Downloaded on 09 april 2010.